# Copelandfjord
De Copelandfjord is een fjord in het Nationaal park Noordoost-Groenland in het oosten van Groenland.

## Geografie
De fjord bestaat uit drie takken. De westelijke tak is gemiddeld west-oost georiënteerd en heeft een lengte van meer dan tien kilometer. Deze tak wordt in het noordwesten gevoed door smeltwater van de Grantagletsjer. Vanaf de bron van de fjord gaat deze eerst richting het zuidoosten, vervolgens richting het noordoosten en daarna naar het oosten om daar op de andere twee fjordtakken uit te komen. De noordoostelijke tak is noordoost-zuidwest georiënteerd en heeft een lengte van ongeveer zes kilometer. Aan het einde van deze tak in het noordoosten ligt er een smalle watergang die de fjord verbindt met de Tyrolerfjord die in het verlengde ligt. De zuidelijke tak is noord-zuid georiënteerd met een lengte van ongeveer twaalf kilometer. In het zuiden mondt de fjord uit in de Godthåbgolf.
Ten oosten van de fjord ligt het eiland Clavering Ø en ten noordwesten het Payerland.